# Stepan Erzia
Stepan Dmitrievici Erzia (Nefiodov) (în rusă Степа́н Дми́триевич Э́рьзя (Нефёдов); n. 27 octombrie/8 noiembrie 1876, Baevo⁠(d), uezdul Alatîr⁠(d), Simbirsk Governorate⁠(d), Rusia – d. 24 noiembrie 1956, Moscova, RSFS Rusă, URSS) a fost un sculptor mordvin care a trăit în Rusia și Argentina. Erzia și-a ales pseudonimul după grupul său etnic nativ, mordvinii erzia.

## Biografie
S-a născut pe 27 octombrie 1876 într-o familie de țărani din satul Baievo din uezdul Alatîr, aflată în gubernia Simbirsk a Imperiului Rus. În 1892 familia lui s-a mutat în orașul Alatîr, iar Stepan a devenit ucenic în mai multe ateliere de pictură a icoanelor. Între anii 1893-1897 a lucrat în orașul Kazan, mai întâi într-un magazin de mobilier și apoi în atelierul de pictură a iconarului P.A. Kovalinski din Kazan. În acea perioadă Erzia a decorat pereții bisericilor din diferite orașe și sate aflate pe malurile Volgăi și a urmat cursuri la Școala de Artă din Kazan.
În perioada 1902-1906 a studiat la Școala de Pictură, Sculptură și Arhitectură din Moscova și a expus creațiile sale în expozițiile organizate de elevii școlii. Între anii 1906 și 1914 a locuit în Italia și Franța. A participat la expozițiile internaționale de la Veneția și Milano din 1909 și la Salonul de toamnă de la Paris din 1912, dobândind o recunoaștere internațională.
În 1914 s-a întors în Rusia, iar după Revoluția din 1917 a sprijinit propaganda comunistă prin operele sale de artă. În 1918 s-a stabilit la Ekaterinburg, unde a creat lucrări monumentale de artă. În 1921 s-a mutat la Novorossiisk, iar mai apoi la Batumi. În acea perioadă a creat monumentele lui Lenin, Marx și Engels, precum și sculpturi ale unor muncitori din Georgia. În 1923 a locuit la Baku, unde a continuat să creeze monumente ale artei sovietice.
În 1926, la sfatul lui Anatoli Lunacearski, guvernul sovietic a luat decizia de a-l trimite pe Stepan Erzia în străinătate pentru a răspândi acolo arta sovietică. În toamna anului 1926 a avut o expoziție personală la Paris, apoi a participat la expoziția „Lumea artei” organizată de Société des Artistes Indépendants. Ambele expoziții au avut succes și i-au oferit resurse financiare considerabile, astfel încât a acceptat invitația la o expoziție de la Montevideo și a călătorit în Argentina în 1927 cu 30 de lucrări.
În perioada 1927-1950 a trăit și lucrat la Buenos Aires, realizând, printre altele, monumente ale artei revoluționare și statui ale lui Lenin, Moise, Tolstoi și Beethoven. Erzia a elaborat acolo un proiect de transformare a unor grupe întregi din Munții Anzi în monumente ale eroilor Războiului de Independență al Argentinei. Autoritățile locale i-au aprobat proiectul, care nu a putut fi însă implementat din cauza lipsei fondurilor financiare. În timp ce se afla în Argentina, Erzia a inventat o metodă de prelucrare a unor soiuri locale de lemn de esență tare: algarrobo și quebracho.
În 1950 a primit autorizația de întoarcere în Uniunea Sovietică, astfel că în 1951 s-a întors în țara natală cu 180 de sculpturi din lemn, ghips, bronz și marmură (cu o greutate totală de 175 de tone). Autoritățile sovietice i-au oferit un studio la Moscova. Acolo el a organizat o expoziție permanentă a lucrărilor sale, în fața căreia s-au format cozi lungi de vizitatori. În 1956 a fost decorat cu Ordinul Drapelul Roșu al Muncii. Stepan Erzia a murit în 1959 la Moscova și a fost îngropat în Saransk, capitala Mordoviei.
La 26 iunie 1958 a fost deschis Muzeul Republican de Artă al Mordoviei (în rusă Мордовский республиканский музей изобразительных искусств им. С.Д.Эрьзи) în orașul Saransk, capitala Mordoviei. Acest muzeu conține colecția cea mai completă a lucrărilor artistice realizate de Erzia (204 lucrări).

## Lucrări majore
Teroare, Disperare, Curaj, Femeie chiliană, Femeie pariziană cu pălărie, Capul unei femei mordvine, Lev Tolstoi, Beethoven, Moise și Hristos.

## Citat
| „ | Dați-mi oameni, un munte și dinamită și voi crea un monument vrednic al Revoluției. | “ |